# John Kinsella
John Pitann Kinsella (26 agosto 1952) è un ex nuotatore statunitense.
Specializzato nello stile libero, ha vinto la medaglia d'oro nella staffetta 4x200 m sl ai Giochi olimpici di Monaco 1972 e l'argento nei 1500 m sl a Città del Messico 1968.
È uno dei Membri dell'International Swimming Hall of Fame.
È stato primatista mondiale nei 400 m e 1500 m sl e nella staffetta 4x200 m sl.
Nei 1500 m sl è stato il primo nuotatore a scendere sotto i 16 minuti.

## Palmarès
- Olimpiadi

Città del Messico 1968: argento nei 1500 m sl.
Monaco 1972: oro nella staffetta 4x200 m sl.